# Arachnophaga frontalis
Arachnophaga frontalis är en stekelart som beskrevs av Charles Joseph Gahan 1943. Arachnophaga frontalis ingår i släktet Arachnophaga och familjen hoppglanssteklar. Inga underarter finns listade.